# Hermann Hüffer

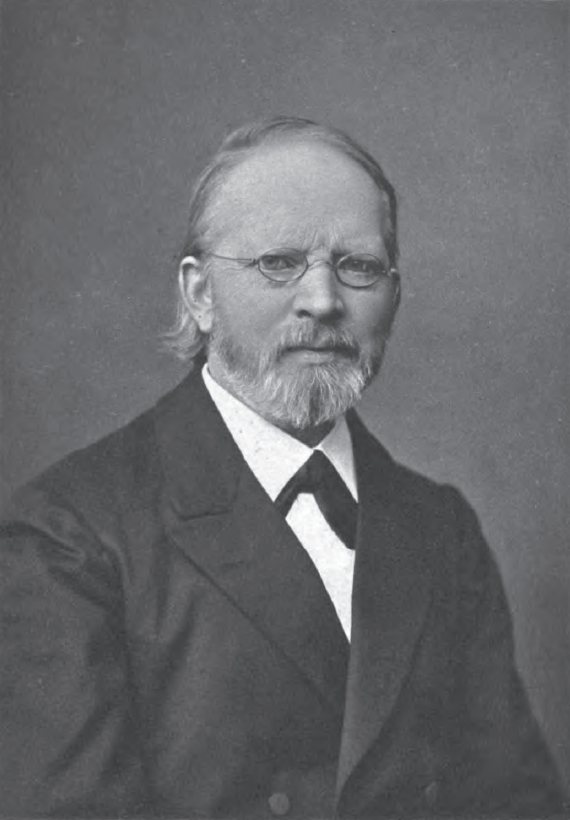
Hermann Hüffer (aus Band 80 (1906) der Annalen des Historischen Vereins für Niederrhein)

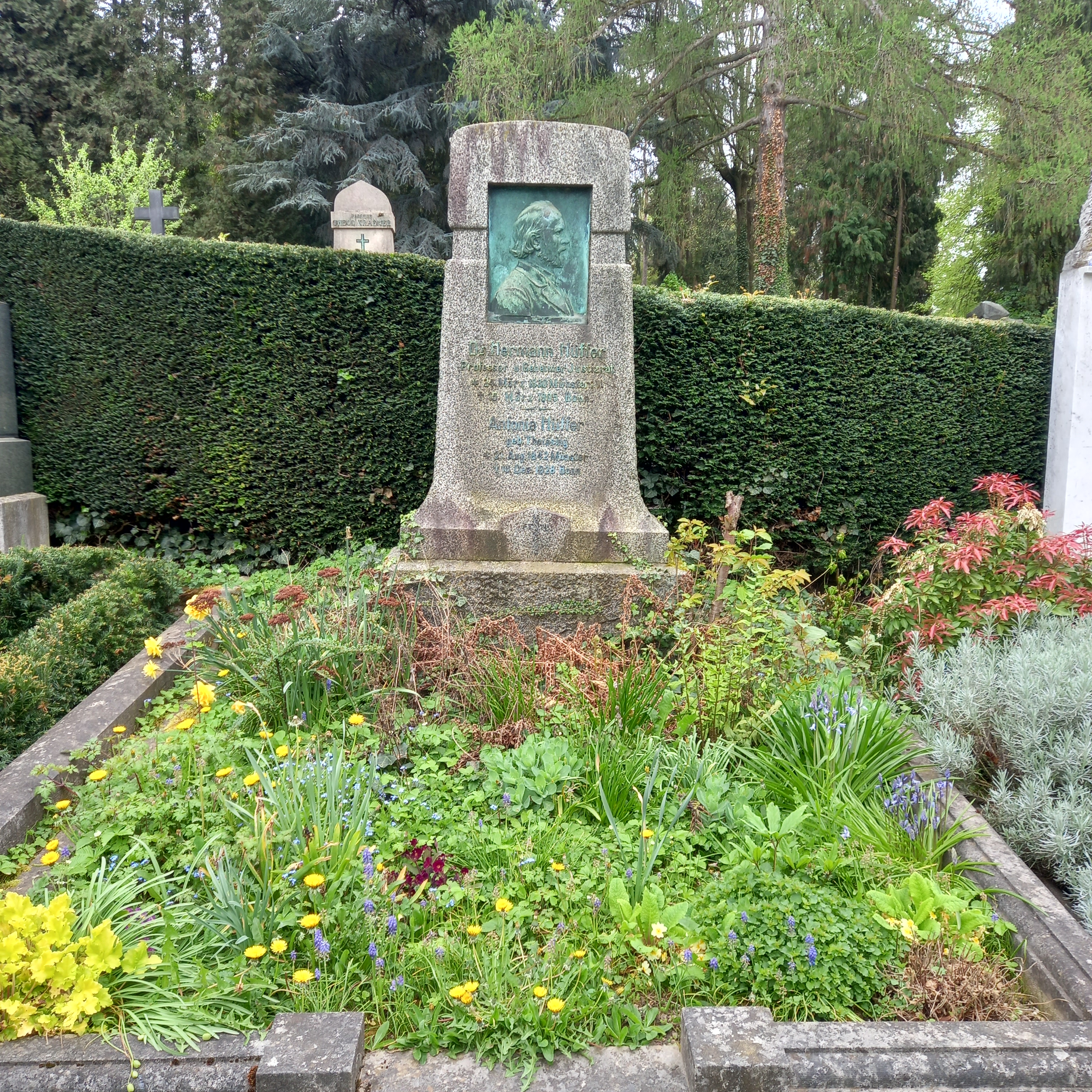
Das Grab von Hermann Hüffer und seiner Ehefrau Antonie geborene Theissing auf dem Poppelsdorfer Friedhof in Bonn

Hermann Joseph Julius Alexander Hüffer (* 24. März 1830 in Münster; † 15. März 1905 in Bonn) war ein deutscher Jurist und Historiker.

## Leben und Wirken
Hermann Hüffer stammte aus einer seit Generationen in Münster ansässigen Familie und wurde als Sohn des Verlegers und späteren Oberbürgermeisters von Münster, Johann Hermann Hüffer und dessen zweiter Ehefrau Julia, geb. Kaufmann, geboren. (Halb-)Brüder waren unter anderem der Mitbegründer der Zentrumspartei, Alfred Hüffer, der Gründer der Hüfferstiftung, Wilhelm Hüffer (1821–1895) sowie der Musikkritiker Francis Hueffer (1843–1889). Ein Bruder seiner Mutter war der spätere Oberbürgermeister von Bonn, Leopold Kaufmann.
Nach seinem Abitur 1848 studierte Hermann Hüffer von 1848 bis 1851 Rechtswissenschaften in Bonn und Berlin, promovierte 1853 und habilitierte sich 1855 in Bonn, wurde 1860 außerordentlicher und 1873 ordentlicher Professor für Rechtsgeschichte. 1884 wurde er zum Geheimen Justizrat ernannt, war 1890 Rektor der Universität. 1902 wurde er korrespondierendes Mitglied der Bayerischen Akademie der Wissenschaften.
Hüffer war seit 1854 Mitglied des katholischen Lesevereins, jetzt KStV Askania-Burgundia Berlin im KV.
Er gehörte 1864 bis 1865 dem preußischen Abgeordnetenhaus und 1867 bis 1870 dem Reichstag des Norddeutschen Bundes als Abgeordneter für den Wahlkreis Düsseldorf 9 (Kempen) an.
In seinem Werk Österreich und Preußen bis zum Abschluß des Friedens von Campo Formio von 1868 hat er namentlich Sybels Auffassung und Beurteilung der preußischen und der österreichischen Politik als zu parteiisch bekämpft und eine Mittelstellung zwischen Heinrich von Sybel und dessen österreichischen Gegnern, besonders Vivenot, einzunehmen versucht. Diese hat er in einer polemischen Schrift Politik der deutschen Mächte im Revolutionskrieg von 1869, gegen ersteren verteidigt. Daran schloss sich das umfassende Werk Der Rastatter Kongreß und die zweite Koalition im Jahr 1878 an.
Außerdem gab er mehrere literaturhistorische Aufsätze über Heinrich Heine (Berlin 1879), Marianne von Willemer u. a. heraus. Seine erst nach dem Tod von Ernst Sieper herausgegebenen „Lebenserinnerungen“ sind von kulturhistorischer Bedeutung für die Beschreibung des akademischen Lebens in Deutschland in der zweiten Hälfte des 19. Jahrhunderts.
Obwohl zutiefst im römisch-katholischen Glauben erzogen und verwurzelt, entwickelte Hüffer im Laufe der Jahre eine zunehmende Distanz zum kirchlichen Lehramt. Als auf der Münchener Gelehrtenversammlung im Jahr 1863, zu der er von Ignaz von Döllinger eingeladen worden war, von den Teilnehmern die Ablegung des Trienter Glaubensbekenntnisses gefordert wurde, zog er sich von dem Kongress zurück. „Bei dieser religiös-kritischen Einstellung erklärt sich seine Opposition gegen das Konzil im Jahre 1870 und speziell das Unfehlbarkeitsdogma.“ Erst in den letzten Monaten seines Lebens wandte er sich in – von ihm selbst erbetenen – intensiven Gesprächen mit dem Bonner Dogmatiker Gerhard Esser wieder dem römisch-katholischen Glauben zu und empfing auf dem Sterbebett von diesem die Absolution.

## Werke (Auswahl)
- Die Lebensbeschreibung der Bischöfe Bernward und Godehard von Hildesheim (Berlin 1858) (Digitalisat)
- Beiträge zur Geschichte der Quellen des Kirchenrechts und des römischen Rechts im Mittelalter (Münster 1862)
- Forschungen auf dem Gebiet des französischen und rheinischen Kirchenrechts (1863)
- Österreich und Preußen bis zum Abschluß des Friedens von Campo Formio (Bonn 1868),
- Der Rastatter Kongreß und die zweite Koalition (Bonn 1878, 2 Bände).
- Politik der deutschen Mächte im Revolutionskrieg (Münster 1869)